# Mima Jaušovec
Mirjana »Mima« Jaušovec, , slovenska tenisačica, * 20. julij 1956, Maribor.

## Kariera
Mima Jaušovec je med mladinci leta 1973 osvojila Odprto prvenstvo Francije in leta 1974 Odprto prvenstvo Anglije, člansko kariero je začela leta 1975. Kot edina slovenska tenisačica je osvojila enega štirih turnirjev za Grand Slam med posamezniki. Leta 1977 ji je to uspelo na turnirju za Odprto prvenstvo Francije z zmago v finalu proti Florenti Mihai, ob tem pa je na istem turnirju še dvakrat prišla do finala, v letih 1978 in 1983, ko sta jo v finalu premagali Virginia Ruzici in Chris Evert. Na turnirjih za Odprto prvenstvo Avstralije je kot najboljši rezultat dosegla uvrstitev v polfinale leta 1980, enak uspeh je dosegla tudi na turnirjih za Odprto prvenstvo ZDA leta 1976, na turnirjih za Odprto prvenstvo Anglije pa se ji je dvakrat uspelo uvrstiti v četrtfinale, v letih 1978 in 1981. Mima Jaušovec je osvojila Odprto prvenstvo Francije tudi med ženskimi dvojicami, in sicer leta 1978 v paru z Romunko Virginio Ruzici. Istega leta sta skupaj prišli še v finale Odprtega prvenstva Anglije. 22. marca 1982 je osvojila svojo najvišjo uvrstitev na ženski teniški lestvici s šestim mestom. Leta 1979 je osvojila zlati medalji med posameznicami in dvojicami na sredozemskih igrah. Po petnajstih letih aktivnega igranja, se je leta 1988 upokojila z razmerjem zmag in porazov med posamezniki 351–248 oziroma 58,6% uspešnostjo ter petimi turnirskimi zmagami. 
Štirikrat je bil izbrana za Slovensko športnico leta, v letih 1975, 1976, 1977 in 1980. Leta 1990 je za svoje zasluge prejela Srebrni grb Mesta Maribor. Leta 2012 je bila sprejeta v Hram slovenskih športnih junakov. Leta 2017 je prejela mestni pečat Maribora.

## Finali Grand Slamov

### Posamično (3)

#### Zmage (1)
| Leto | Turnir                    | Nasprotnica v finalu | Rezultat finala |
| 1977 | Odprto prvenstvo Francije | Florenta Mihai       | 6-2, 6-7, 6-1   |

#### Porazi (2)
| Leto | Turnir                    | Nasprotnica v finalu | Rezultat finala |
| 1978 | Odprto prvenstvo Francije | Virginia Ruzici      | 6-2, 6-2        |
| 1983 | Odprto prvenstvo Francije | Chris Evert          | 6-1, 6-2        |

### Ženske dvojice (2)

#### Zmage (1)
| Leto | Turnir                    | Partnerica      | Nasprotnici v finalu                | Rezultat finala |
| 1978 | Odprto prvenstvo Francije | Virginia Ruzici | Lesley Turner Bowrey Gail Chanfreau | 6–4, 6–3        |

#### Porazi (1)
| Leto | Turnir                   | Partnerica      | Nasprotnici v finalu      | Rezultat finala |
| 1978 | Odprto prvenstvo Anglije | Virginia Ruzici | Kerry Reid Wendy Turnbull | 4–6, 9–8, 6–3   |